# Изборна скупштина САНУ 2000.
Изборна Скупштина за избор нових чланова Српске академије наука и уметности (САНУ) одржана је 26. октобра 2000. у Београду, у свечаној сали зграде САНУ. Од 95 кандидата изабрано је 14 редовних, 13 дописних, три ван радног састава и 11 иностраних чланова.

## О изборној Скупштини
Српска академија наука и уметности основана је 1. новембра 1886. Првих 16. академика поставио је указом краљ Милан Обреновић 5. априла 1887, а затим су нове чланове бирали сами академици на својим изборним скупштинама.
Овим изборним скупштинама Академија се обнављала и подмлађивала, и у томе је њихов велики значај. Према Статуту из 1988. изборна Скупштина се одржава сваке треће године. У овом чланку налазе се информације о резултатима изборне скупштине одржане 26. октобра 2000, посебно за редовне, дописне, чланове ван радног састава и иностране чланове. Ради прегледности информације су разврстане према одељењима, којих је тада било осам. Уобичајени подаци овде су допуњени и бројем освојених гласова на изборној Скупштини.
За информације о осталим изборним скупштинама погледајте Изборне скупштине САНУ.
Број гласова потребних за избор редовног члана био је 50, а за остале категорије чланства 65. Скупштини је присуствовало 122 члана из радног састава, а гласало је њих 120. Председник изборне комисије био је академик Драгош Цветковић, гласови су бројани три и по сата. Пре ове Скупштине радни састав САНУ бројао је 143 члана, од чега је 105 редовних а 38 дописних, а после ове Скупштине радни састав САНУ броји 156 чланова, од чега је 119 редовних а 37 дописних.

## Резултати
| Име и презиме       | Год. рођења и смрти | Професија              | Бр. гласова | Одељење                                   |
| ------------------- | ------------------- | ---------------------- | ----------- | ----------------------------------------- |
| Федор Месингер      | 1933                | метеоролог             | 68 гл.      | одељење за математику, физику и гео-науке |
| Војислав Марић      | 1930-2021           | математичар            | 68 гл.      | одељење за математику, физику и гео-науке |
| Александар Ивић     | 1949-2020           | математичар            | 67 гл.      | одељење за математику, физику и гео-науке |
| Божидар Вујановић   | 1930-2014           | механичар              | 54 гл.      | одељење за математику, физику и гео-науке |
| Бела Рибар          | 1930-2006           | физичар                | 54 гл.      | одељење хемијских и биолошких наука       |
| Александар Маринчић | 1933-2011           | електротехничар        | 64 гл.      | одељење техничких наука                   |
| Илија Стојановић    | 1924-2007           | електротехничар        | 60 гл.      | одељење техничких наука                   |
| Пантелија Николић   | 1928-2018           | електротехничар        | 57 гл.      | одељење техничких наука                   |
| Владимир Бошњаковић | 1930-2008           | кардиолог              | 70 гл.      | одељење медицинских наука                 |
| Владета Јеротић     | 1924-2018           | психијатар и књижевник | 56 гл.      | одељење језика и књижевности              |
| Михаило Ђурић       | 1925-2011           | филозоф и социолог     | 67 гл.      | одељење друштвених наука                  |
| Никола Тасић        | 1932-2017           | археолог               | 62 гл.      | одељење историјских наука                 |
| Слободан Душанић    | 1939-2012           | историчар              | 61 гл.      | одељење историјских наука                 |
| Енрико Јосиф        | 1924-2003           | композитор             | 57 гл.      | одељење ликовне и музичке уметности       |

| Име и презиме         | Год. рођења и смрти | Професија           | Бр. гласова | Одељење                                   |
| --------------------- | ------------------- | ------------------- | ----------- | ----------------------------------------- |
| Никола Коњевић        | 1940                | физичар             | 79 гл.      | одељење за математику, физику и гео-науке |
| Марко Ерцеговац       | 1937-2012           | геолог              | 78 гл.      | одељење за математику, физику и гео-науке |
| Живорад Чековић       | 1934                | хемичар             | 77 гл.      | одељење хемијских и биолошких наука       |
| Зоран Љ. Петровић     | 1954                | електротехничар     | 80 гл.      | одељење техничких наука                   |
| Теодор Атанацковић    | 1945                | механичар           | 72 гл.      | одељење техничких наука                   |
| Владимир С. Костић    | 1953                | неуролог            | 85 гл.      | одељење медицинских наука                 |
| Владимир Бумбаширевић | 1951                | хистолог            | 70 гл.      | одељење медицинских наука                 |
| Иван Клајн            | 1937-2021           | филолог             | 86 гл.      | одељење језика и књижевности              |
| Милосав Тешић         | 1947                | песник              | 71 гл.      | одељење језика и књижевности              |
| Душан Ковачевић       | 1948                | драмски писац       | 71 гл.      | одељење језика и књижевности              |
| Динко Давидов         | 1930-2019           | историчар уметности | 67 гл.      | одељење историјских наука                 |
| Милош Благојевић      | 1930-2012           | историчар           | 66 гл.      | одељење историјских наука                 |
| Властимир Трајковић   | 1947-2017           | композитор          | 85 гл.      | одељење ликовне и музичке уметности       |

| Име и презиме    | Год. рођења и смрти | Држава    | Професија      | Бр. гласова | Одељење                             |
| ---------------- | ------------------- | --------- | -------------- | ----------- | ----------------------------------- |
| Слободан Мацура  | 1948                | САД       | физико-хемичар | 73 гл.      | одељење хемијских и биолошких наука |
| Стојанка Алексић | 1934                | Немачка   | микробиолог    | 65 гл.      | одељење медицинских наука           |
| Милован Данојлић | 1937-2022           | Француска | књижевник      | 70 гл.      | одељење језика и књижевности        |

| Име и презиме                  | Год. р. и с. | Држава   | Професија              | Бр. гл. | Одељење                                   |
| ------------------------------ | ------------ | -------- | ---------------------- | ------- | ----------------------------------------- |
| Благовест Сендов               | 1932-2020    | Бугарска | математичар            | 88 гл.  | одељење за математику, физику и гео-науке |
| Пјетро Мота                    | 1942-2002    | Италија  | анатом                 | 81 гл.  | одељење хемијских и биолошких наука       |
| Франк Карас                    | 1933         | САД      | физико-хемичар         | 75 гл.  | одељење хемијских и биолошких наука       |
| Дмитриј Јевгенијевич Охоцимски | 1921-2005    | Русија   | механичар              | 77 гл.  | одељење техничких наука                   |
| Феликс Унгер                   | 1946         | Аустрија | кардиохирург           | 79 гл.  | одељење медицинских наука                 |
| Роже Гијман                    | 1924-2024    | САД      | ендокринолог           | 70 гл.  | одељење медицинских наука                 |
| Павлос Тутузас                 | 1935-2021    | Грчка    | кардиолог              | 80 гл.  | одељење медицинских наука                 |
| Светлана Михајловна Толстој    | 1938         | Русија   | слависта               | 90 гл.  | одељење језика и књижевности              |
| Стојан Вујичић                 | 1933-2002    | Мађарска | књижевник и преводилац | 79 гл.  | одељење језика и књижевности              |
| Илија Конев                    | 1928-2009    | Бугарска | историчар књижевности  | 67 гл.  | одељење језика и књижевности              |
| Фридберт Фикер                 | 1927-2007    | Немачка  | историчар уметности    | 77 гл.  | одељење историјских наука                 |

## Кандидати који нису изабрани
За редовне чланове предложено је 15 кандидата а једино није изабран из Одељења за математику, физику и гео-науке Федор Хербут.
За дописне чланове од предложених 65 изабрано је 13 кандидата, нису изабрани:
- Одељење за математику, физику и гео-науке: Стеван Пилиповић (математика), Милан Димитријевић (астрономија) и без подршке Одељења Љубомир Ћирић (математика).
- Одељење хемијских и биолошких наука: Марко Анђелковић (биологија), Миљенко Перић (физичка хемија), Драган Шкорић (агрономија) и без подршке Одељења Ференц Гал (хемија) и Божидар Ћурчић (биологија).
- Одељење техничких наука: Зоран Ђурић (техничка физика) и без подршке Одељења Бранислав Тодоровић (машинство), Слободан Вујић (рударство) и Михаило Мурављов (грађевина).
- Одељења медицинских наука: Васо Антуновић (неурохирургија) и без подршке Одељења Драган Мицић (ендокринологија), Јован Хаџи-Ђокић (урологија), Милован Бојић (кардиологија), Томислав Јовановић (физиологија), Сава Перовић (урологија), Славко Симеуновић (кардиохирургија), Обрад Зелић (стоматологија), Бранимир Гудурић (хирургија), Ђорђе Козаревић (епидемиологија), Ђурица Стојшић (физиологија), Томислав Ђокић (патофизиологија), Драгослав Ђукановић (стоматологија), Радмило Рончевић (хирургија), Предраг Ђорђевић (ендокринологија), Павле Миленковић (хематологија), Аца Јовичић (неурологија), Миодраг Чолић (имунологија) и Момчило Михаиловић (патофизиологија).
- Одељење језика и књижевности: Милорад Радовановић (лингвистика) и без подршке Одељења Божидар Ковачек (историја књижевности), Јанош Бањаји (лингвистика), Јулијан Тамаш (историја књижевности), Јован Ћирилов (књижевност) и Мира Алечковић (књижевност).
- Одељење друштвених наука: Мирко Зуровац (филозофија), Драган Симеуновић (политикологија), Оскар Ковач (економија), Слободан Жуњић (филозофија) и без подршке Одељења Миленко Крећа (право), Андрија Стојковић (филозофија), Милован Радовановић (географија), Момчило Грубач (право), Ненад Милеуснић (економија) и Младен Вилотијевић (педагогија).
- Одељење историјских наука: Михаило Војводић (историја) и без подршке Одељења Петар Волк (историја филма и позоришта) и Радмило Петровић (историја уметности).
- Одељење ликовне и музичке уметности: Милан Лојаница (архитектура) и без подршке Одељења Бранко Миљуш (сликарство).

Неки од њих су добили веома мали број гласова, нпр. Милован Бојић добио је 10, а Петар Волк 9 од потребних 65 гласова за дописног члана.
За чланове ван радног састава од предложених четири изабрано је три кандидата, није изабран Иван Јевтић (композитор) из Одељења ликовне и музичке уметности.
Сви кандидати за иностране чланове су изабрани, њих укупно 11.